# ミサイル艇3号
ミサイル艇3号（ローマ字：JMSDF PG NO.3, PG-823）は、海上自衛隊のミサイル艇。1号型ミサイル艇の3番艇。

## 艦歴
「ミサイル艇3号」は、平成4年度計画ミサイル艇823号艇として、住友重機械工業追浜造船所浦賀工場で1993年3月8日に起工され、1994年6月15日に進水、1995年3月13日に就役し、大湊地方隊隷下の余市防備隊第1ミサイル艇隊に編入された。
2010年6月24日、除籍。

### 誤射事件
2006年9月5日19時20分頃、青森県むつ市の海上自衛隊大湊基地に停泊していたミサイル艇3号が20mm機関砲の作動確認中、実弾4発、曳光弾2発、訓練弾4発、計10発を誤射した。基地内の倉庫、基地外の樹木に被弾痕が確認されたが人的被害、民家への被害はなかった。
海上自衛隊では、事故の原因などについて調査した上、同年12月6日に関係者の懲戒処分が行われた。指揮監督義務違反により、大湊地方総監が訓戒、余市防備隊司令が戒告、第1ミサイル艇隊司令が減給、職務上の注意義務違反により、ミサイル艇3号艇長、同砲雷長、同射管員及び同射撃員が停職処分を受けた（職名はいずれも事件当時）。
事故原因は、同日に日本海で行われた射撃訓練後に撃ち残した弾があったにもかかわらず、撃ち尽くしたと臆断して残弾の確認を怠り、抜弾を行わないまま機関砲の作動確認を行った、人為的ミスによるもの。